# Пойкилоосмотические животные
Пойкилосмотические животные (от греч. ποιϰίλος — различный, переменчивый и осмос), водные, гл. обр. морские, организмы, не способные поддерживать постоянство концентрации осмотически активных веществ в жидкостях внутр. среды и внутри клеток. К П. ж. относят гл. обр. беспозвоночных и миксин. Стеногалинные П. ж. не выдерживают значит. изменений солёности среды обитания; к их числу относится подавляющее большинство обитателей морей (головоногие моллюски, иглокожие и др.) и пресных водоёмов. У эвригалинных П. ж. осмоляльность внеклеточной жидкости может значительно меняться вслед за изменением солёности внешней среды. В эту группу входят мн. обитатели литорали, эстуариев, солоноватых и ультрагалинных (имеющих высокую солёность) водоёмов. Адаптация клеток П. ж. к изменению солёности окружающей среды основана на механизме внутриклеточной регуляции: при снижении солёности концентрация аминокислот и некоторых ионов (особенно Na+ и Cl-) в клетках уменьшается, при увеличении — растёт. Такой механизм обеспечивает относит. стабильность трансмембранных ионных градиентов и поддержание постоянного объёма клеток, так как вследствие адаптивного изменения внутриклеточного содержания растворённых веществ из них не уходит вода.
Противоположность — гомойосмотические животные.